# Велебитски устанак
Велебитски устанак, познат и као Лички устанак, била је оружана акција мањег обима коју су у 6. и 7. септембра 1932. године оранизовале усташе.

## Припреме
У близини Госпића, усташе су имале снажну организацију предвођену Андријом Артуковићем. Остали важни чланови усташа из госпићке организације били су Марко Дошен, бивши аустроугарски официр Јурај Рукавина, трговци Јосип Томљеновић и Никола Орешковић, као и порески службеник Јосип Јапунчић.
Рукавина је имао једну од веома важних улога у устанку. Он је посјетио велики број села да би задобио подршку локалног становништва у подизању устанка. Усташе су шириле пропаганду надајући се да Италија подржава хрватску независност, и да ће усташе помоћи Италијанима да освоје подручја у близини Триглава и планина око Љубљане, док ће Италијани њима дати Ријеку и Трст.
С обзиром да је главни циљ био саботажа војног складишта и гарнизона у Госпићу, усташе су покушале да ступе у контакт са неким војним лицима, што је протекло без већег успјеха. Усташе из Госпића су ступиле у контакт са усташком емиграцијом, стално размјењивале информације и савјете. Прије почетка акције, италијанске власти су усташама дале дозволу са покрену акцију. Усташки вођа Анте Бркан био је одговоран за пренос оружја из Италије преко Задра, који је тада био дио Италије. Почетком 1932. године први контигент оружја је пребачен, док је велика количина оружја стигла у августу.
У исто вријеме усташе су покренуле мобилизацију мушкараца за устанак. Два наредника, Јосип Чачић и Анте Малбаша пристала су да учествују. Пет наоружаних и униформисаних усташа стигло је из Италије. Међу њима је био и Рафаел Бобан. Сакрили су се у кући неких сељака у селу Луково Шугарје, гдје је касније пристигло још пет усташа.
На састанку одржаном у аустријском граду Шпиталу 28. августа 1932. године, Анте Павелић, Густав Перчец и Вјекослав Серваци су одлучили да подигну мањи устанак. Серваци је изабран да организује акцију. Прије почетка акције, Артуковић и Дошен су отишли у Задар да би избјегли хапшење од стране југословенске полиције.

## Напад на полицијску станицу у Брушанима
У ноћи између 6. и 7. септембра, усташе су покренуле напад на полицијску станицу у селу Брушане близу Госпића. Поред десет усташа који су дошли, неке усташе из Госпића су такође учествовале у нападу. Прије напада, усташе су пресјекле телефонске линије до полицијске станице у Госпићу, па су затим отвориле ватру на полицијску станицу у селу Брешане. Напад је трајао око пола сата, након чега су припадници усташа који су живјели у Југославији вратили својим кућама, док су они који су дошли из Италије отишли у Задар преко Велебита. Иако је вођа акције, Артуковић, побјегао, ухапшен је и изведен пред суд у Београду 1935. године. Оптужен је, као и остале усташе, за уништавање полицијске станице у током акције.

## Посљедице и реакције
Након напада усташе су се повукле преко Велебита без иједне жртве. Упркос мањем обиму устанка, југословенске власти су закључиле да је број усташа непознат. Због тога су уведене велике мјере безбједности. Ова акција је значајно пропраћена у страним медијима, посебно у италијанским и мађарским.
Комунистичка партија Југославије је прогласом у партијском органу Пролетер подржала оружану побуну усташа: »поздравља усташки покрет личких и далматинских сељака и ставља се потпуно на њихову страну«.
„У посљедње вријеме почиње да се шири особито у Лици и сјеверној Далмацији усташки покрет против српских окупаторских власти. Било је више сукоба између наоружаних усташа и жандара. Међу Шибеником и Бенковцем усташе су дигли у зрак четири жандарске касарне. У сукобима у Лици заробили су усташе 5 жандара и одвели их собом као таоце. Влада је, да угуши покрет прогласила опсадно стање у тим крајевима, послала тамо 1,400 жандара, три батаљона војске, два кавалеријска одреда стројних пушака (митраљеза) и једну брдску батерију. [...]
У новембру 1932. године, у тексту објављеном у званичном гласилу Комунистичке партије Југославије, секретар ЦК КПЈ Милан Горкић је критиковао комунистичке вође из Далмације јер се нису придружиле усташама током Велебитског устанка.